# Samvel Babayan
Samvel Babayan, uzb. cyr. Самвел Бабаян, orm. Սամվել Բաբայան, ros. Самвел Вячеславович Бабаян, Samwieł Wiaczesławowicz Babajan (ur. 19 maja 1971 w Taszkencie, Uzbecka SRR) – uzbecki trener piłkarski pochodzenia ormiańskiego.

## Kariera trenerska
Z wyróżnieniem ukończył Państwowy Instytut Kultury Fizycznej w Taszkencie. W 1993 dołączył do sztabu szkoleniowego Politotdelu Yangibozor, gdzie pracował jako administrator klubu. W 1996 jako asystent trenera Viktora Jalilova zdobył z Navbahorem Namangan mistrzostwo Uzbekistanu. W 2001 roku został zaproszony na stanowisko menadżera narodowej reprezentacji Uzbekistanu, a w następnym roku został wiceprezesem w Pachtakorze Taszkent. Od 3 stycznia 2014 do 22 czerwca 2015 prowadził Paxtakor. 23 czerwca 2015 został mianowany na stanowisko selekcjonera reprezentacji Uzbekistanu. 27 listopada 2015 objął również stanowisko głównego trenera młodzieżowej reprezentacji Uzbekistanu. Po nieudanych występach na młodzieżowych mistrzostwach Azji został zwolniony z zajmowanego stanowiska.

## Sukcesy i odznaczenia

### Sukcesy trenerskie
Paxtakor Taszkent
- mistrz Uzbekistanu: 2014

### Sukcesy indywidualne
- najlepszy trener roku w Uzbekistanie (2x): 2014, 2015